# Есуй
Есуй (монг. Есүй) — одна из супруг Чингисхана, татарка.

## Биография
Есуй была дочерью татарского вождя Церен-эке. Когда после истребления татар в 1202 году Чингисхан взял в жёны её младшую сестру Есугэн, та после первой брачной ночи сказала супругу, что у неё есть старшая сестра Есуй, красивая и достойная ханского ложа. Есуй нашли в лесу, где она пряталась с молодым мужем; тот убежал, а её доставили к хану и она стала его очередной женой. Есугэн, увидев старшую сестру, добровольно уступила место, принадлежавшее ей как ханской супруге, и заняла другое, менее почётное.
На пиру по поводу истребления татар Чингисхан увидел, как Есуй вздрогнула, и, заподозрив неладное, велел Боорчу и Мухали проверить присутствующих мужчин, племя за племенем. Так был обнаружен человек, не принадлежащий ни к одному из монгольских племён. Выяснилось, что это муж Есуй, надеявшийся при таком стечении народа остаться незамеченным. По приказу Чингисхана он был казнён.
Есуй вновь появляется в источниках в связи с событиями 1219 года. Когда Чингисхан собрался идти войной на Хорезм, она потребовала назначить наследника на случай, если на войне с ханом что-нибудь случится. Чингисхан признал её правоту, но когда он поначалу предложил в качестве наследника Джучи, это вызвало ссору: Чагатай напомнил о сомнительности происхождения Джучи, после чего между братьями завязалась драка прямо в присутствии хана. После того, как драчунов растащили, было решено назначить наследником Угэдэя, а Джучи и Чагатаю, во избежание вражды между ними, выделить в будущем в управление разные земли.

## В культуре
Есуй стала персонажем романа Исая Калашникова «Жестокий век» (1978).